# Barracudasauroides
Barracudasauroides is een geslacht van uitgestorven mixosauride ichthyosauriërs, dat leefde tijdens het Midden-Trias. Fossielen van dit geslacht zijn gevonden in de provincie Guizhou in China. 

## Naamgeving
Het is bekend van GMPKU-P-1033, een gedeeltelijk skelet dat is teruggevonden in de bovenste afzetting van de Guanling-formatie van het dorp Yangjuan, Xinmin-gebied; deze rotseenheid dateert uit het Pelson-substadium van het Anisien.
In 2006 benoemden Jiang, Schmitz, Hao en Sun op basis van dit skelet een Mixosaurus panxianensis. De soortaanduiding verwijst naar de herkomst uit de prefectuur Panxia. Tegelijkertijd verklaarden ze Barracudasaurus (deze geslachtsnaam verwijst naar de gelijkenis met Sphyraean barracuda) een nomen dubium. 

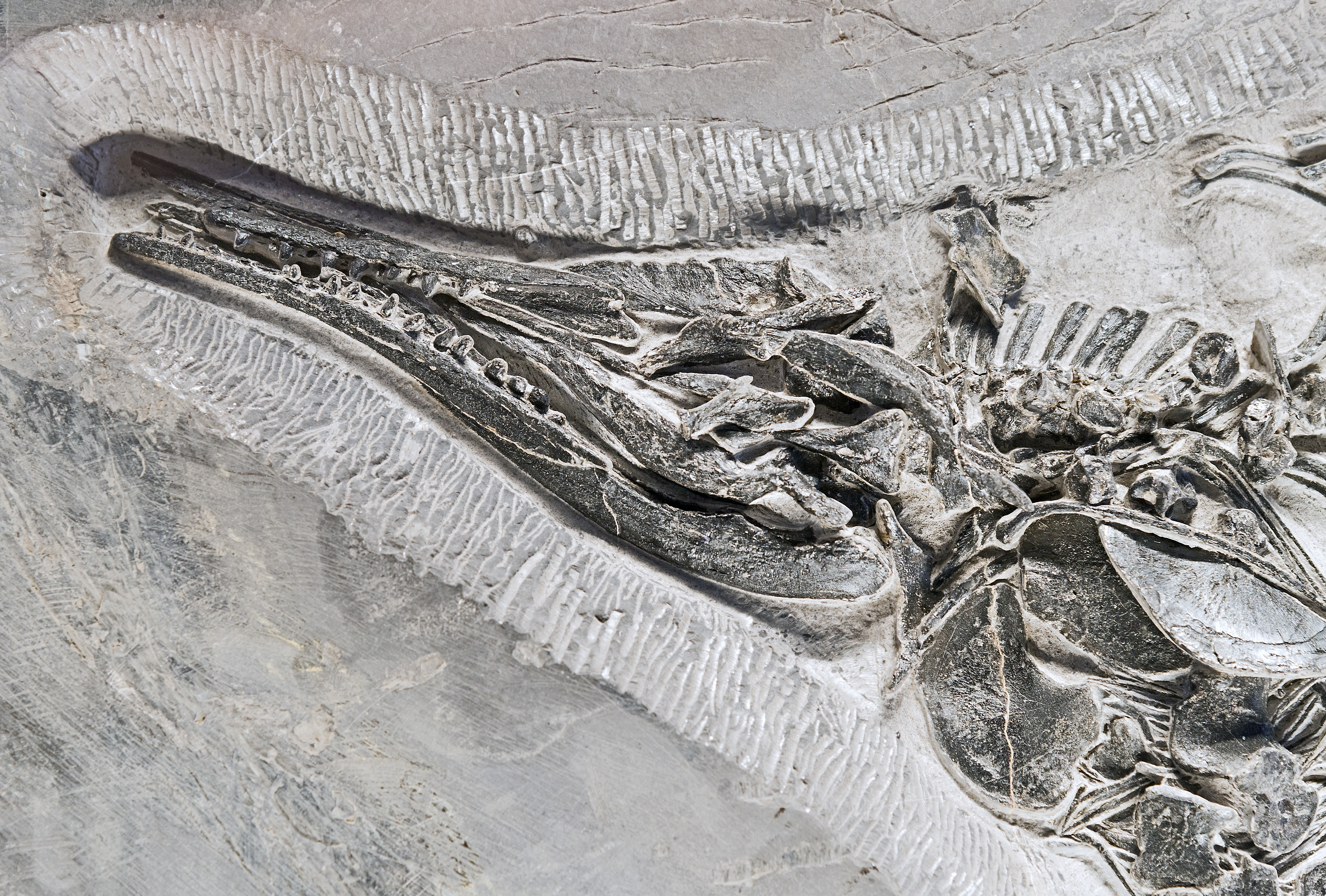
De kop

Michael W. Maisch, een van de naamgevers van Barracudasaurus, meende echter dat in ieder geval het materiaal van Mixosaurus panxianensis een geheel andere vorm was dan Mixosaurus. In 2010 benoemde hij daarom een Barracudasauroides panxianensis. De geslachtsnaam betekent "gelijkend op Barracudasaurus". De typesoort is de oorspronkelijke Mixosaurus panxianensis.

## Beschrijving
Het betreft een relatief klein dier. De schedellengte ligt onder de vijfentwintig centimeter. De kam op het schedeldak is laag. De praemaxilla draagt vijftien of minder tanden met langwerpige kegelvormige spitse kronen. De maxillaire tanden zijn groter. De voorste maxillaire  tanden zijn robuust, kegelvormig en stomp. De achterste maxillaire tanden zijn in zijaanzicht iets verbreed, Het jukbeen heeft een korte onderste achterste tak. Het jukbeen raakt op de botwand het quadratojugale niet. Het postorbitale en wellicht het squamosum raken de incisura postjugalis. Het postorbitale scheidt het postfrontale van het supratemporale. Het spaakbeen heeft twee inkepingen in de voorrand.